# Đảo Nootka
Nootka Island là một đảo liền kề đảo Vancouver ở British Columbia, Canada. Nó là khu vực rộng 534 kilômét vuông (206 dặm vuông Anh).